# Brownlowioideae
Brownlowioideae é uma subfamília da família Malvaceae.